# Президентски избори в Русия (1991)
Президентските избори през 1991 г. се провеждат в Руската съветска федеративна социалистическа република (РСФСР) на 12 юни. Те са първите президентски избори в историята на Русия. Изборите се провеждат приблизително три месеца след като руснаците гласуват в за създаване на президентство и провеждането на преки избори на референдум, проведен през март същата година. Резултатът е победа за Борис Елцин, който получава 58,6% от гласовете.

## Резултати
| Кандидат за президент                               | Кандидат за президент                         | Кандидат за вицепрезидент                     | Партия                                        | Гласове     | %     |
| --------------------------------------------------- | --------------------------------------------- | --------------------------------------------- | --------------------------------------------- | ----------- | ----- |
|                                                     | Борис Елцин                                   | Александър Руцкой                             | безпартиен                                    | 45 552 041  | 58,6  |
|                                                     | Николай Рижков                                | Борис Громов                                  | Комунистическа партия на Руската федерация    | 13 395 335  | 17,2  |
|                                                     | Владимир Жириновски                           | Андрей Завидия                                | Либерално-демократическа партия на Русия      | 6 211 007   | 8,0   |
|                                                     | Аман Тулеев                                   | Виктор Бочаров                                | Комунистическа партия на Руската федерация    | 5 417 464   | 7,0   |
|                                                     | Алберт Макашов                                | Алексей Сергеев                               | Комунистическа партия на Руската федерация    | 2 969 511   | 3,8   |
|                                                     | Вадим Бакатин                                 | Рамазан Абдулатипов                           | Комунистическа партия на Руската федерация    | 2 719 757   | 3,5   |
|                                                     | Нито един от посочените                       | Нито един от посочените                       | Нито един от посочените                       | 1 525 410   | 2,0   |
| Невалидни/празни гласове                            | Невалидни/празни гласове                      | Невалидни/празни гласове                      | Невалидни/празни гласове                      | 1 716 757   | –     |
| Общо                                                | Общо                                          | Общо                                          | Общо                                          | 79 507 282  | 100,0 |
| Регистрирани избиратели/избирателна активност       | Регистрирани избиратели/избирателна активност | Регистрирани избиратели/избирателна активност | Регистрирани избиратели/избирателна активност | 106 484 518 | 74,7  |
| Източник: Nohlen & Stöver, University of Essex, ЦИК |                                               |                                               |                                               |             |       |